# سویوندیوکوو (شهرستان اوچالینسکی، باشقیرستان)
سویوندیوکوو (انگلیسی: Suyundyukovo, Uchalinsky District, Republic of Bashkortostan) یک شهرک در شهرستان اوچالینسکی استان باشقیرستان کشور روسیه است.